# Lucie Lukačovičová
Lucie Lukačovičová (* 1980 v Praze) je česká spisovatelka a překladatelka. Je autorkou řady povídek a článků, převážně z žánru fantasy nebo sci-fi.

## Životopis
Narodila se v roce 1980 v Praze, kde žije dodnes. Vystudovala antropologii a knihovnictví na FF UK. Dlouhodobě vede kurzy tvůrčího psaní v rámci Dětské mensy a DDM na Praze 8. Je aktivní členkou občanského sdružení Prague by Night, kde se podílí na organizaci mnoha společenských akcí, mj. také letních pobytových akcí pro děti.

## Dílo
Její první povídka vyšla v roce 1997 a od roku 1999 vychází její povídky každoročně v řadě časopisů, sborníků a antologií. Ráda spolupracuje s jinými autory buď na vzniku povídkových románů (Asterion: Město přízraků, Tajná kniha Šerosvitu), nebo na konkrétních povídkách. Nejčastěji tvoří společně se svojí sestrou, Petrou Lukačovičovou.
Jako patronka soutěže O loutnu barda Marigolda byla editorkou sborníků vítězných povídek v letech 2005–2010, ve kterých měla hostující povídky stejného jména: Stíny věcí, Stíny lidí, Stíny moře, Stíny věží, Stíny snů, Stíny popela.
Stala se vítězkou Ceny Karla Čapka v kategorii krátká povídka v letech 2001 a 2007. Mnohokrát se umístila mezi publikovanými díly v soutěži O rukavici lorda Trollslayera (sborníky Drakobijci) a stala se lady fantasy a nositelkou meče za vítězství v soutěži O nejlepší fantasy 2007.
V roce 2007 dostala Cenu Evropského fandomu Encouragement Award.

### Knihy
- Murphyho zákony pro ženy ke 20, Ivo Železný, Praha, 2004, společně s Petrou Lukačovičovou
- Vládci času, Poutník, Praha, 2007
- Stanice Armida, Poutník, Praha, 2012
- Cesta rudé tanečnice, Epocha, Praha, společně s Petrou Lukačovičovou a dalšími spoluautory
- Detektivní kancelář Sirius, Straky na vrbě, Praha, 2013
- Zákon Azylu, Epocha, Praha, 2021
- Čepel Azylu, Epocha, Praha, 2022

### Povídky
- Do tmy, sborník Miniparcon 97, Roman Kresta, Pardubice, 1997
- Ferry across the Mercy, sborník Fatální válka, Gumruch DTP, Praha, 1999
- Čas vyhnanství, sborník Fatální válka, Gumruch DTP, Praha, 1999
- Zavřené oči, sborník Drakobijci, Straky na vrbě, Praha, 1999, společně s Petrou Lukačovičovou
- Aimede, časopis Opatssin 1/1999, 1999
- Tanečnice, časopis Opatssin 2/1999, 1999
- Schodiště, časopis Opatssin 2/1999, 1999
- Brána, sborník Drakobijci II, Straky na vrbě, Praha, 2000
- Fado, sborník Alter ego, Pragocon 2000, Gumruch DTP, Praha, 2000
- Jezdec z temnot, časopis Dech draka 3/2000, 2000
- Polibek života, časopis Imladris 5-6/2000, 2000
- Rybář a Meluzína, sborník Pragocon 2001, Gumruch DTP, Praha, 2001
- Bludná čarodějka, časopis Zbraně Avalonu 2/01, 2001
- Procitnutí, sborník Mlok: Sbírka vítězných prací ceny Karla Čapka za rok 2001, Straky na vrbě, Praha, 2001 se spoluautorem
- Černá a bílá kočka, sborník Drakobijci III, Straky na vrbě, Praha, 2001, společně s Petrou Lukačovičovou
- Oběť, sborník Zaslíbený věk trollí, Trollpress, Praha, 2002
- Do horoucích pekel, sborník Zaslíbený věk trollí, Trollpress, Praha, 2002
- Černá vdova, sborník Černá vdova, Gumruch DTP, Praha, 2002
- Pověz mi, mlhavý měsíci!, časopis Pevnost 4/2002, 2002
- Hladoví, Kočas: Sborník fantasy a sci-fi povídek, Straky na vrbě, Praha, 2002
- Než nás všechny zabije, sborník Drakobijci IV, Straky na vrbě, Praha, 2002
- Poslední tango v Londýně, časopis Fantázia č. 23 – 3/2002, 2002, společně s Petrou Lukačovičovou
- Tři havrani, časopis Pevnost 7/2002, 2002
- Srdce chrámu, časopis Pevnost 2/2003, 2003
- Básník a krasavice, sborník Pragocon 2003, Gumruch DTP, Praha, 2003
- Félésis, časopis Zbraně Avalonu 1/03, 2003
- Mantis, antologie Klášter slasti, Straky na vrbě, Praha, 2003
- Nejsladší nápoj, časopis Pevnost 6/2003, 2003
- Starý muž, časopis Pevnost 11/2003, 2003
- Deset tisíc pekel, časopis Pevnost 4/2004, 2004
- Hučení úlu, časopis Fantázia č. 30 – 2/2004, 2004
- Hranice moci, časopis Dech draka 1/2004, 2004, společně s Petrou Lukačovičovou
- O těch, kteří se vracejí, antologie Čas psanců, Triton, Praha, 2004
- Cesta do ticha, sborník Drakobijci VI, Straky na vrbě, Praha, 2004 se spoluautorem
- Prokletá krev, sborník  Pragocon 2004: Prokletá krev, Sci-fi klub Terminus, Gumruch, 2004
- Stíny věcí, sborník Stíny věcí, Triton, Praha, 2005
- Jsou i jiná Města…, antologie Tváře budoucnosti, Triton, Praha, 2005
- Stín tygra, sborník Drakobijci VII., Straky na vrbě, Praha, 2005
- Pán osudu, antologie Kostky jsou vrženy, Straky na vrbě, Praha, 2005
- Projít peklem, časopis Pevnost 5/2005, 2005
- Dvě hlavy, antologie Písně temných věků, Triton, Praha, 2005
- Zloději času, časopis Pevnost 1/2006, 2006
- Sluneční štít, sborník 2005: Česká fantasy, Mladá fronta, Praha, 2006
- Cena pravdy, časopis Dech draka 1/2006, 2006
- Stíny lidí, sborník Stíny lidí, Triton, Praha, 2006
- Karavana snů, antologie Asterion: Zrození Modrého měsíce, Straky na vrbě, Praha, 2007
- Dcera své matky, sborník Drakobijci IX, Straky na vrbě, Praha, 2007
- Dům smíchu, dům smutku, sborník Mlok: Sbírka vítězných prací ceny Karla Čapka za rok 2007, Cena Karla Čapka, 2007
- Dost času na smrt, časopis Pevnost 1/2007, 2007
- Piráti nebes, časopis Pevnost 11/2007, 2007
- Bůžek a stín, antologie urban fantasy Pod kočičími hlavami, Triton, Praha, 2007
- Stíny moře, sborník Stíny moře, Triton, Praha, 2007
- Černá a bílá kočka, antologie Čas psanců – nové vydání, Triton, Praha, 2008
- Čas jít domů, antologie Časovír, Mladá fronta, 2008
- Nezvěstní, sborník Drakobijci X, Straky na vrbě, Praha, 2008
- Lexington, časopis Ikarie 07/2008, Mladá fronta, 2008
- Ti, kdo bloudí mezi světy (1. část), časopis Pevnost 2/2008, 2008
- Ti, kdo bloudí mezi světy (2. část), časopis Pevnost 3/2008, 2008
- Stříbrné rolničky, časopis Pevnost 5/2008, 2008
- Stíny věží, sborník Stíny věží, Triton, Praha, 2008
- Co oči nevidí, povídkový román Asterion: Město přízraků, Straky na vrbě, Praha, 2009
- Otázka cti, časopis Ikarie 10/2009, Mladá fronta, 2009
- Zastavárna, sborník Kočas 2009, 2009
- Baudelaire, verze 2.0, antologie Roboti a lidi, Mladá fronta, 2009
- Stíny snů, sborník Stíny snů, Triton, Praha, 2009
- Toro Dragón, antologie Legendy: Draci, Straky na vrbě, Praha, 2010
- Co nevrhá stín, časopis Pevnost 3/2010, 2010
- Stíny popela, sborník Stíny popela, Triton, Praha, 2010
- Strom života, plody smrti, sborník Žoldnéři fantasie: Tango s upírem, Straky na vrbě, Praha, 2010
- Vrah panenek, antologie Hry s příběhem: Zločin a trest, Mytago, 2011, společně s Petrou Lukačovičovou
- Strom smrti, plody života, časopis Pevnost 11/2011, 2011
- O lišce, která běží k Táboru, povídkový román Tajná kniha Šerosvitu, Albatros, 2011
- O černé dámě, povídkový román Tajná kniha Šerosvitu, Albatros, 2012
- Cínový vojáček, antologie Hry s příběhem: Ocel a krev, Mytago, 2012, společně s Petrou Lukačovičovou
- Čestné slovo, antologie Mrtvý v parovodu, Konektor XB-1, 2012
- Jazyk ohně, srdce ledu, antologie Temné časy, Fantom Print, 2012
- Potkáš jenom sebe, časopis XB-1 01/2012, Konektor XB-1, 2012
- Staré základy, sborník Žoldnéři fantasie: Dobré zprávy ze záhrobí, Straky na vrbě, Praha, 2012
- Slavík a Alabastr, časopis Pevnost 09/2013, 2013